# San Juan de los Cayos
San Juan de los Cayos ist ein venezolanisches Dorf im Bundesstaat Falcón. Es ist der Verwaltungssitz des Bezirks Acosta. Das Dorf befindet sich an der östlichen Küste Falcóns.

## Wirtschaft
Der Tourismus ist der wichtigste Wirtschaftssektor in der Region: viele Menschen besuchen die Strände der Region. Landwirtschaft spielt auch eine besondere Rolle. Es gibt ein Landwirtschaftsinstitut für die Bauern Falcóns hier.

## Sonstiges
Am 24. Juni feiert die Bevölkerung das Fest von San Juan Bautista.